# ويستفيري (محطة مترو أنفاق لندن)
ويستفيري (بالإنجليزية: Westferry)‏ هي إحدى محطات مترو أنفاق لندن. تقع على خط قطار دوكلاندز الخفيف (فرع بانك) أفتتحت في المنطقة رقم 2 في 31 أغسطس 1987.